# 中條裸粉蝨
中條裸粉蝨（学名：Dialeurodes kirkaldyi）为粉蝨科裸粉蝨屬下的一个种。